# Captage et stockage du dioxyde de carbone
Pour un article plus général, voir Séquestration du dioxyde de carbone.
Pour les articles homonymes, voir CCS.
Cet article traite du captage du CO2 à la source et de son stockage (CCS). Pour les techniques de captage du CO2 déjà présent dans l'atmosphère (CDR et DAC), voir Élimination du dioxyde de carbone atmosphérique et Captage du dioxyde de carbone dans l'air.
Le captage et stockage du dioxyde de carbone (en anglais : carbon capture and storage ou CCS) ou captage et séquestration du dioxyde de carbone, consiste à capter du CO2 — dans des effluents industriels gazeux en général — puis à le transporter (par navire spécial ou par gazoduc) puis à le stocker, dans un réservoir géologique, pour limiter sa contribution au réchauffement climatique et à l'acidification des milieux. Ces technologies, parfois dites à émissions négatives font l'objet d'un nombre croissant de projets internationaux, soutenus par des compagnies pétrolières, grandes industries et certains États, avec de premières applications expérimentales, dans les champs gaziers Sleipner (mer du Nord) et Snøhvit (mer de Barents) et des projets à Anvers, Gand, Hambourg, Rotterdam, Amsterdam, Ems, Gdansk, en Grande-Bretagne, en Italie, le long de la mer Noire et en France (projet D'Artagnan de Dunkerque).
Si le gaz est capté dans l'air, le GIEC parle de Direct Air Carbon Capture and Storage (DACCS).

## Enjeux
Les forêts (relictuelles, secondaires ou cultivées) ou les tourbières et les puits océaniques de carbone ne suffisent plus à absorber les émissions humaines de CO2. Ni le protocole de Kyoto (1997), ni l'accord de Paris sur le climat (2015) n'ont permis de diminuer les émissions de gaz à effet de serre, qui selon l'Agence de l'environnement et de la maîtrise de l'énergie (Ademe) ont augmenté de 80 % environ de 1970 à 2004, pour atteindre environ 30 milliards de tonnes par an en 2012, puis, selon l'Agence internationale de l'énergie (AIE), 59,1 milliards de tonnes équivalent CO2 (+6 % par rapport à 2021 et +14 % par rapport à 2019, avant la pandémie de Covid-19).
Face à cet échec, la séquestration suscite, chez les compagnies pétrolières notamment, un certain espoir, théorique vers la fin des années 1990, puis expérimental à partir de 1996 (Site de Sleipner).
Le CO2 issu des transports et de l'habitat est trop diffus pour être ainsi capté et stocké, mais celui issu de l'industrie lourde et pétrolière peut l'être. En France en 2012, elles représentaient environ 75 Mt (millions de tonnes) de CO2 par an, soit 20 % des émissions du pays selon l'Ademe.
En 2023, le GIEC, l'AIE et la Commission européenne jugent le CCS incontournable pour atteindre la neutralité carbone en 2050, surtout là où réduire les émissions s'avère très difficile (ciment, acier ou chimie).

## Principes de la séquestration
Il s'agit essentiellement d'enfouir dans le sous-sol, massivement et de manière sécurisée, du dioxyde de carbone préalablement « capté » en sortie de grandes chaudières, fours ou de turbines à gaz puis comprimé.
En 2022, le GIEC estime que, si les solutions géotechniques expérimentées sont validées, « les technologies de CCS/CCU (capture et stockage/utilisation du carbone) pourraient avoir un potentiel important pour réduire les émissions de gaz à effet de serre, avec un potentiel de réduction des émissions de 10 à 55 % d'ici 2100, selon les scénarios », tout en soulignant que la CCS présente certains risques dont la fuite de CO2 hors des réservoirs géologiques.

### Captage duCO2
Capturer du CO2 dans l'air (le GIEC parle alors de Direct Air Carbon Capture and Storage (DACCS), ou en sortie de toutes les cheminées, voire de pots d'échappement est un préalable au stockage. C'est techniquement possible (déjà utilisé pour épurer le méthane de mauvais gisements), mais coûteux et énergivore (environ +20 % de consommation d'énergie par le process global en 2010/2012). Ce n'est pas aujourd'hui rentable pour les stockage, l'Ademe indiquant en 2013 « des coûts élevés et des perspectives de baisse incertaines », ainsi qu'un coût de la filière CSC « évalué à 60 euros en moyenne par tonne de CO2 évitée, dont les deux tiers pour le seul captage ».
Les promoteurs du CSC envisagent donc de ne prélever le CO2 qu'en sortie de très grosses installations industrielles. En Norvège, SARGAS a ainsi, mi-2008, réussi — après six mois de test — à capter 95 % du CO2 de sa chaudière à haute pression de Värtan (Suède), mais avec un prix de l'électricité 25 % supérieur à celui d'une centrale à charbon classique.
Le gaz issu des chaînes de production contient du dioxyde de carbone (CO2) pur, mais aussi jusqu'à 10 % de « gaz annexes » (azote, oxygène, argon, dioxyde de soufre (SO2) et oxyde d'azote…), pour certains très réactifs et pouvant interagir avec la roche du réservoir, en y modifiant la porosité, la rhéologie, lors du stockage. Le CO2 est lui-même un acidifiant susceptible d'attaquer les roches carbonatées d'un réservoir géologique, notamment à grande profondeur, c'est-à-dire sous haute pression et généralement haute température. Le monoxyde d'azote (NO), en phase aqueuse ou vapeur, est expérimentalement encore plus agressif pour la roche que le CO2 (attaque acide couplée à une oxydation poussée des minéraux constituant la roche. Il en va de même pour le SO2, et le mélange de ces deux gaz se montre encore plus agressif pour la roche.

### Transport
Le CO2 capté doit être transporté du lieu de captage au site de stockage ou d’utilisation (défini avec les administrations concernées) ; soit par réseau de pipe-line terrestre ou marin, soit par navire, soit par citernes (camion, wagon, container) :
- par canalisation, le CO2 est rendu supercritique, par une pression supérieure à 74 bars et une température supérieure à 31 °C. De grandes distances imposent des recompressions intermédiaires. Il pourrait circuler à l'état liquide, à certaines conditions de température et de pression, par exemple 10 bars et −40 °C, ce qui impliquerait une très bonne isolation des canalisations. Un grand réseau d'acheminement du CO2 des lieux d'émissions vers les puits de stockage reste à construire[9] ;

- par navire (du type de ceux transportant du GPL, mais équipés de réservoirs cryogéniques maintenus à −100 °C)[10], pour des distances supérieures à 1 000 km. Le CO2 doit être liquéfié, dans le port d’embarquement éventuellement, pour réduire son volume, puis éventuellement vaporisé après déchargement[11]. 
En 2023, faute de marché mondial du CO2, peu de bateaux peuvent le transporter ; le premier, le Coral Energy (appartenant à la société américaine Carbon Engineering), date de 2021 et ne peut transporter que 30 000 tonnes de CO2 liquéfié .Mais Equinor a dit (2022) envisager un navire d'une capacité de 150 000 tonnes, pour 220 millions de dollars. Les navires cryogéniques sont bien plus couteux que ceux fonctionnant à pression atmosphérique[12].

- par transport terrestre en citernes par camion, wagon ou container, car de nombreux site de capture sont éloignés des réseaux et ports maritimes. C'est particulièrement le cas des émetteurs dans les domaines de l'incinération des déchets, du ciment, de la pate a papier, de la chimie,... qui sont considérés comme émetteur de CO2 inévitable car issu de process et non pas uniquement de production d'énergie. C'est alors par voie terrestre discontinue que ce CO2 doit être transporté vers des infrastructures de collecte branchés aux réseaux (clusters) et aux sites d'expédition (hubs), soit vers des points de stockage permanent (séquestration) ou d'utilisation. Dans ce cas le transport se fait très majoritairement sous forme de CO2 liquide dans des citernes cryogéniques adaptées, sinon pour des acheminements locaux sous forme comprimée. La multiplicité des tournées de vecteurs de transport (camions, wagons, containers, barges), rend alors le besoin de traçabilité et de certification indispensable tant pour prouver la nature originelle du carbone, que la réalité de sa destination finale pour des raisons fiscales ou de conformité comme c'est le cas du système CO2track[réf. nécessaire].

### Stockage
Selon le GIEC, 99 % du CO2 injecté sur 1 000 ans pourrait être emprisonné pour plusieurs millions d'années sous réserve que les technologies nécessaires soient développées et validées.
Ce CO2 serait injecté dans des formations rocheuses profondes sous forme supercritique via des puits dans des roches perméables situées sous des formations jugées suffisamment hermétiques. Plusieurs lieux de stockage sont donc envisagés.

#### Aquifères salins
Les aquifères salins sont géologiquement pour partie comparables aux gisements d'hydrocarbures, mais avec une capacité bien plus grande. Plusieurs mécanismes de piégeage (structural, capillaire, par dissolution et par minéralisation) semblent pouvoir y immobiliser le CO2, avec moins de risque de fuite que dans les bassins houillers ou certains champs pétrolifères criblés de puits et parfois victimes d'affaissements miniers. Leur répartition homogène dans le monde diminuerait les besoins de transport du CO2, mais ils sont mal connus et leurs saumures ne semblent pas pouvoir être vendues pour rentabiliser l'opération comme on peut le faire dans les champs gaziers et pétrolifères avec le gaz ou le pétrole poussés par le CO2 injecté.

#### Gisements de gaz naturel et de pétrole
Les gisements de gaz naturel et de pétrole sont les candidats les plus cités pour y séquestrer du CO2. L'injection de CO2 dans des gisements pétroliers étant d'ailleurs déjà pratiquée depuis des décennies (surtout au Texas), à des fins de récupération assistée : acidifiant (et puissant pouvoir solvant du CO2 supercritique), le CO2 aide à récupérer une partie du pétrole résiduel de gisements difficiles ou en baisse de production. Néanmoins, la grande majorité des projets de récupération assistée à base de CO2 (CO2-EOR, pour enhanced oil recovery) entrepris jusqu'à présent utilisent du CO2 issu de sources naturelles. C'est une option attrayante pour les pétroliers qui espèrent pouvoir compenser les coûts économiques et énergétiques du stockage par la récupération de pétrole supplémentaire qui serait extrait après injection de CO2. Cependant, les gisements de pétrole sont souvent éloignés des grandes sources de dioxyde de carbone et les anciens champs pétrolifères sont peu utilisables (on y a déjà injecté de l'eau de mer, ou du gaz, et le substrat a pu se colmater). Cette solution pose un autre problème préoccupant pour le climat : on sait avec certitude depuis 2012-2013, que le CO2 injecté dans un substrat salin prend alors facilement la place du CH4 qui était éventuellement déjà présent ; le front de CO2 chassant ainsi le méthane qui remontera plus facilement vers des nappes qu'il pourra contaminer (en s'y dissolvant), ou vers la surface où il pourrait accélérer le réchauffement climatique bien plus vite que ne le ferait un volume équivalent de CO2.

#### Le charbon
Le méthane des veines de charbon non exploitées pourrait être exploité et remplacé par du CO2, la vente du méthane finançant le stockage du CO2. Réinjecter du gaz dans les pores du charbon est théoriquement possible si les couches ne se sont pas tassées après extraction. Des pilotes expérimentaux testent cette solution, qui pourrait éventuellement être associée à la gazéification du charbon, si des méthodes probantes et sécurisées étaient développées. L'utilisation de bassins houillers souterrains déjà exploités est quasi impossible en raison des affaissements miniers qui ont suivi l'exploitation (bassin du Nord de la France ou lorrain par exemple). Des problèmes liés au gonflement du charbon et de pertes de perméabilité se posent.

#### Autres lieux
Les solutions aujourd'hui envisagées visent toujours des bassins sédimentaires. Dans des régions volcaniques, le basalte présente parfois une alternance de couches poreuses et de couches étanches, qui pourraient aussi servir à stocker du CO2 ;
Le stockage géologique entre des strates de schistes ou dans certaines formations basaltiques serait aussi envisagé[réf. souhaitée].

## Coûts
Des le début des années 2000, des études montrent que les investissements peuvent être très couteux, et très variables selon les options, avec des questions complexes de sécurité à intégrer,. En 2022, le GIEC estime qu’installer un système de CCS sur une centrale à charbon ou à gaz implique un surcoût important, dû à l’augmentation de 13 à 44 % de carburant nécessaire pour produire la même quantité d’électricité. Ainsi,  émettre des gaz à effet de serre reste moins coûteux pour les industriels que d’investir dans une installation de captage de CO2.
En 2022, seuls deux projets sont opérationnels en Europe, et une trentaine dans le monde, évitant l'émission de 40 Mt/an de CO2, soit un millième des quelque 40 Gt de gaz à effet de serre émises en 2021. Les coûts sont compris entre 50 et 180 €/t, dont la moitié est liée au captage du CO2.
Le coût de la tonne de carbone dépasse les 80 €, contre moins de 20 € avant 2018, si bien que certains projets de CSC peuvent devenir rentables. Par contre, le coût du captage direct du CO2 dans l'air reste très élevé : il peut monter jusqu’à 1 000 €. En 2022, toutefois, la société suisse Climeworks se donne pour objectif de parvenir à un coût de traitement de 200 à 300 $/t de CO2 dans les dix ans.

## Limites et risques

### Limites
Le nombre de sites permettant un stockage géologique sûr est limité. Or un effet significatif pour le climat impliquerait d'enfouir environ 3,5 milliards de tonnes par an, soit l’équivalent de 28,6 milliards de barils de pétrole (à titre de comparaison on extrait du sol dans le monde 27 milliards de barils de brut par an).
Cette solution est limitée aux sources de CO2 fixes et importantes (centrales électriques thermiques, industries chimiques, sidérurgiques, cimenteries…). Généralement, la limite inférieure considérée est de 100 000 tonnes de CO2 par an.
De plus, ces sources importantes n'émettent pas de CO2 pur, mais dilué, à moins de 15 %, dans des gaz d'échappement, la combustion se faisant dans de l'air. Il existe néanmoins quelques industries qui génèrent du CO2 concentré (épuration de certains gaz naturels prélevés dans des roches réservoir également riches en CO2).
Un avis de l'Ademe (2013) cite d'autres points de vigilance :
- la technologie est « coûteuse et énergivore »[1] ;
- il reste (en 2013) « des incertitudes sur les capacités de stockage[1] » dont les estimations reposent « à l’heure actuelle sur des estimations théoriques[1] » ;
- il reste aussi des « risques environnementaux et sanitaires à maîtriser[1] » ;
- sur la « concertation avec les populations nécessaire […] face aux oppositions fortes, quelques pays sont allés jusqu’à interdire cette technique[1]. »

Le rôle de la séquestration géologique du dioxyde de carbone dans le cadre de la lutte climatique fait l'objet de controverses comme d'autres technologies telles que l'énergie nucléaire, l'éolien et la géoingénierie.
Des projets de centrales électriques « propres » captant leur CO2 sont à l'étude, par exemple via l'extraction des gaz d'échappement de la chaudière ; système qui pourrait être adapté à des centrales existantes. Mais cela consomme beaucoup d'énergie (environ le quart de la production d'une centrale à charbon !). Ce type de procédé est donc accompagné, à puissance nette produite égale, d'une augmentation locale de la pollution de l'air (+ 11 % des émissions de NOx et +17,9 % de SOx dans le cas d'une centrale à charbon) en raison de l'augmentation de consommation de combustible. La désulfuration des fumées demandera une quantité plus importante de chaux et le traitement des NOx consommera plus d'ammoniaque.
Pour ne pas avoir à coûteusement séparer les gaz en aval, on a eu l'idée de brûler le combustible avec de l'oxygène pur et maintenir une température de combustion adéquate en remplaçant l'azote de l'air par du CO2 recirculé. Mais ceci implique de produire une quantité importante d'oxygène, ce qui est si coûteux et/ou consommateur d'énergie qu'en termes de bilan énergétique, il n'y aurait pas d'avantage significatif (sur le plan énergétique) par rapport à la séparation du CO2 dans les fumées.
La décarbonisation du combustible est aussi étudiée : des réactions chimiques de gazéification dans le cas des combustibles solides, ou de vaporeformage dans le cas du gaz, permettent de convertir le combustible en un mélange de CO (monoxyde de carbone) et d'hydrogène, mélange connu comme « gaz de synthèse ». Le CO peut alors fournir de l'hydrogène et du CO2 supplémentaires par réaction avec de la vapeur d'eau. 
L'hydrogène et le dioxyde de carbone se séparent aisément, et l'hydrogène peut alors alimenter une centrale électrique (turbines ou piles à combustible), servir à la pétrochimie, au raffinage pétrolier ou à la production d'engrais, avec un rendement énergétique final meilleur et une centrale multiproductrice (cogénération + production d'hydrogène). Le gaz de synthèse pourrait contribuer à produire du benzène, propylène ou méthanol, bases d'autres synthèses chimiques plus complexes (dont plastiques).
Les projets s'appuient souvent sur du charbon et sur d'autres combustibles peu coûteux (déchets pétroliers, de bois, municipaux ou agroalimentaire). La séquestration est ainsi de plus en plus associée au terme de « charbon propre ». Certains projets utilisent le gaz naturel plus cher, mais plus facile à transformer.
Théoriquement, utiliser le bois-énergie, très générateur de CO2, mais renouvelable, pourrait, grâce à une intense reforestation, diminuer la quantité de CO2 atmosphérique (la croissance du bois absorbant le CO2 produit lors de la combustion), mais nombre de forêts résistent mal au dérèglement climatique, et sont malades, en perte de productivité (dont en France) ou parfois brûlent, avec un bilan carbone alors négatif.
En 2022, le GIEC montre que le rôle du captage dans l'air et du CCS (encore en développement et coûteuse) ne pourra être que mineur (il faudrait plusieurs siècles pour capter le CO2 émis dans l'air depuis le début de l'ère industrielle (2 500 milliards de tonnes. Et pour ne pas dépasser +1,5 °C en 2100, il faudrait capturer et stocker environ 1 000 milliards de tonnes de carbone d'ici 2050. La CCS est un espoir, mais encore peu opérationnelle et nécessitant des investissements massifs pour atteindre l'objectif de +1,5 °C. Réduire les émissions reste donc la priorité absolue, la CCS ne venant qu'en complément.
L'organisation de la COP28 sur le climat (décembre 2023) est confiée aux Émirats arabes unis, grand producteur de pétrole. Elle est présidée par le sultan Al-Jaber, nommé PDG de l'ADNOC (compagnie pétrolière) en 2016, dans le contexte du lancement officiel d'une stratégie nationale pour l'après-pétrole. Ce dernier demande aux pays de peu à peu cesser la production de combustibles fossiles (avant 2050) chaque fois que leurs émissions de CO2 ne seront pas capturées, utilisées et/ou stockées,.

### Risques
En plus d'être un gaz à effet de serre, le CO2 est un gaz acide et corrosif, il est en outre acide et solvant sous forme liquide. Il peut donc interagir avec les roches, les canalisations métalliques et le béton des puits.

#### Risques de fuites
Des fuites diffuses sont en théorie possibles au niveau des puits d'injection ou d'observation, s'ils perdent leur étanchéité (en raison de défauts de réalisation, par vieillissement des matériaux au contact du CO2 ou à la suite d'évènements sismiques).
Des exemples naturels laissent penser que la séquestration longue durée est possible à condition de maitriser le colmatage durable des puits d'injection : certains gisements de gaz naturel contiennent une proportion importante de CO2, conservé sous pression depuis des millions d'années. Néanmoins, des fuites naturelles existent, comme dans le lac Monoun (1984) ou dans le lac Nyos, ce qui peut provoquer un risque d'asphyxie.

#### Risque d'asphyxie
En cas de fuite, le CO2 plus lourd que l'air s'accumule autour de la fuite. Dans le cas d'une fuite massive, il y a risque d'asphyxie car il chasse l'oxygène présent : une concentration de 15 % entraîne la perte de connaissance, 30-40 % entraîne la mort[réf. souhaitée].
Des fuites naturelles existent parfois mortellement brutales comme dans le lac Monoun (1984) ou dans le lac Nyos où l'émission soudaine d'une énorme « bulle » de CO2 a, en 1986, tué plus de 1 700 personnes et des milliers d'animaux. Cependant, une configuration semblable au lac Nyos (lac méromictique de cratère) est extrêmement rare. Il existe aussi des gisements étanches de CO2 tels qu'à Montmiral (Drôme, France) par exemple.
Ainsi, un relargage massif et brutal de grande quantité de CO2, dans une vallée ou une zone urbanisée aurait des conséquences humaines et écologiques immédiates graves à mortelles (dans le pire des scénarios, asphyxie des humains et animaux). En effet, dans certaines configurations de fuite et de relief, le CO2 d'une fuite pourrait se déployer en une chape de gaz irrespirable.

#### Risque sismique
D'éventuelles variations locales de la porosité de la roche, la réactivation possible de failles et les effets de la microsismicité induite par la mise sous pression de la roche-réservoir ou d'une cavité creuse (de mine de sel en général, car faciles à creuser au sein d'une couche épaisse, par injection d'eau (qui solubilise le sel en saumure facile à exporter), mais dont la roche se décompresse et évolue avec le temps) doivent être envisagées. Après que le GIEC ait considéré que le stockage était l'une des solutions envisageables, des géologues américains, experts en géo-mécanique ont estimé que le stockage géologique du CO2 risquait lui-même d'accentuer le risque sismique et de « compromettre l'étanchéité des poches géologiques contenant le CO2 séquestré » notamment en rouvrant des failles endormies.
Au même moment, un rapport (15 juin 2012) publié par l'Académie américaine des sciences, concluait aussi que cette séquestration géologique du CO2 « peut potentiellement induire des tremblements de terre importants » (plus important qu’avec la fracturation hydraulique telle qu’utilisée pour le pétrole ou le gaz dans les schistes bitumineux.

#### Risque chimique et géologique
Des inconnues subsistent aussi quant au comportement et aux effets chimiques (ex. : précipitation d'évaporites dont par exemple la halite) et géologiques à long terme de ce gaz acide et plus ou moins pur, qui devient solvant en phase supercritique, et aux effets de la pression, du type de roche et de la vitesse de remplissage du réservoir sur ces facteurs.

## Critiques
Les experts, les écologues, les ONG et les écologistes sont encore divisés sur la séquestration géologique du CO2, par exemple soutenue par des organisations comme la fondation Bellona alors que Greenpeace s'y oppose. Parmi les arguments des opposants, on peut citer :
- les dépenses de recherche et développement de cette solution se font dans certains cas au détriment de budgets que l'on pourrait attribuer aux énergies renouvelables ;
- c'est une solution consommant elle-même de l'énergie (plus 10 à 40 %) une fraction de la production de la centrale devant être détournée pour séparer, traiter et compresser puis enfouir le CO2, réduisant l'efficacité énergétique du procédé.

Dans le cas spécifique de la séquestration du CO2 issu de la biomasse, le changement d'usage des sols et la concurrence entre usages énergétique et alimentaire pourraient être très préjudiciables.
À cela, les partisans répondent :
- qu'il n'existe pas, selon l'Agence internationale de l'énergie de scénario crédible permettant une baisse des émissions de CO2 suffisante pour stabiliser le climat uniquement à base de renouvelable et d'économies d'énergie[31] ;
- que la séquestration n'est pas une solution miracle, mais peut s'inscrire dans une action plus générale incluant aussi les économies d'énergie, les renouvelables, la reforestation et, sujet plus polémique, le développement du nucléaire ;
- que les sites à employer peuvent et doivent être choisis soigneusement après expertise des réservoirs. Ainsi, le gisement De Lier aux Pays-Bas, un gisement de gaz épuisé, avait été envisagé comme site de séquestration, mais après étude a été écarté du fait des risques de fuites liés à d'anciens puits abandonnés ;
- que les critiques oublient de s'intéresser aux gisements naturels de CO2, dont certains sont exploités industriellement[32] ;
- que les réserves de charbon sont encore abondantes et peuvent assurer l'indépendance énergétique de pays comme les États-Unis, la Chine et l'Inde ;
- dans le cadre du Protocole de Kyōto, les entreprises séquestrant le carbone éviteraient des taxes et pourraient vendre leurs droits d'émission, tout en pouvant bénéficier de subventions et programmes de recherches ;
- que personne n'est capable d'affirmer que le carbone aujourd'hui présent sous forme de charbon dans le sous-sol ne se retrouvera pas demain dans l'atmosphère sous forme de CO2, participant ainsi à l'effet de serre[réf. nécessaire].

Selon le journaliste Yves Heuillard, la capture et la séquestration du carbone permettent aux compagnies pétrolières d'extraire plus de pétrole des puits qu'elles exploitent, dans le cadre de la récupération assistée du pétrole, de sorte que cette technique pourrait indirectement aggraver le changement climatique.

## Aspects juridiques et de normalisation
Dans le monde, la séquestration est une option évoquée en 2006 par le GIEC et OSPAR alors que la législation commence à peine à préparer un cadre réglementaire adapté à un éventuel stockage géologique du carbone. Entre 2010 et 2012, dans plusieurs pays, dont en France, des injections profondes de CO2 sont déjà expérimentées dans le sous-sol, alors qu'en 2012, les normes ISO pour le captage, le transport, le stockage géologique du CO2 (mais non sa réutilisation) étaient encore en préparation, dans le cadre d'un travail conduit sous l'égide du Comité Technique ISO/TC265, avec en 2012 plusieurs pays producteurs de CO2 (France, Canada, Chine, Japon, Norvège, Pays-Bas, Allemagne, Royaume-Uni, Italie, Espagne, Suède et Brésil) et en lien avec l'European Industrial Gases Association, le Global CCS Institute, l’International Energy Agency, l’IEA GHG, l’ISO/TC67 et le CEN/TC234.
Des questions nouvelles se posent au législateur, dont notamment :
- En cas de dommages futurs provoqués par le CO2 enfoui sur l'homme, l'eau (acidification de la mer, acidification des sols), la faune ou les écosystème, notamment dans les régions habitées, qui serait responsable ?
- À qui appartient le CO2 enfoui ? S'il n'est pas inerté, reste-t-il juridiquement un déchet, un déchet toxique ou un déchet dangereux ?
- Quel niveau de précaution les l'État et entreprises responsables ou concernées doivent-ils prendre ?

### En Europe
Depuis 2009, au-delà de 100 kilotonnes de CO2, une directive européenne (2009/31/CE) cadre la séquestration géologique. Le stockage doit notamment être permanent et sûr pour l’environnement, prévenant et maîtrisant les remontées de CO2 vers la surface, tout en limitant les perturbations du milieu souterrain. L'étude de faisabilité doit notamment garantir la stabilité géologique (faible risque sismique) et de l’étanchéité du réservoir souterrain envisagé ; « Le stockage du CO2 dans la colonne d'eau ou dans un site de stockage situé dans un complexe de stockage s'entendant au-delà du territoire, des zones économiques exclusives ou des plateaux continentaux des États membres n'est pas autorisé » ; En Europe, un permis, délivré par l'autorité compétente de chaque État est nécessaire pour exploiter un site de stockage. La demande de permis doit renseigner sur l’exploitant, le site, le complexe de stockage proposé, l'évaluation des risques, la quantité totale de CO2 à injecter, la composition des flux de CO2 (qui est rarement pur), les mesures de prévention, de surveillance, de correction, le plan post-fermeture provisoire, les garanties financières.
D'autres travaux de l'Union européenne ont porté sur la limitation des émissions, dont via la séquestration.
Un moratoire a été émis par la convention de Londres contre le stockage géologique en strates sous-marines.
En février 2024, le gouvernement allemand décide de permettre aux industries très polluantes de stocker du dioxyde de carbone au large des côtes allemandes. Le ministre allemand de l'Économie Robert Habeck explique : « nous prenons aujourd'hui une décision pragmatique et responsable : le captage et le stockage souterrain du CO2 doivent être rendus possibles en Allemagne. Sinon, les objectifs climatiques seront impossibles à atteindre ». Ce stockage sera autorisé en haute mer tandis que le stockage souterrain de CO2 restera interdit sur terre. Les zones marines protégées seront également exclues du stockage.

### En France
En 2006, le Conseil général des mines, à la demande du gouvernement français, et après le Grenelle de l'environnement de 2007, la loi Grenelle II ([Art 80 de la loi Grenelle II, modifiant le droit minier en France et le code de l'environnement) a apporté quelques précisions :
Les permis exclusifs de recherche de stockage souterrain de dioxyde de carbone délivrés conformément à l'article 3-1 du droit minier, dont la demande est intervenue avant l'entrée en vigueur de la loi Grenelle II, valent permis exclusif de recherche de formations souterraines aptes au stockage géologique de dioxyde de carbone ;
Le dioxyde de carbone (dans ce contexte) est considéré comme un fluide composé « essentiellement de dioxyde de carbone », mais ne devant contenir « ni déchet ni aucune autre matière ajoutée en vue de son élimination ». Il peut néanmoins contenir des « substances qui se sont associées dès la source ou lors des opérations de captage ou d’injection. Des substances traces peuvent y être ajoutées afin d’aider à contrôler et à vérifier la migration du dioxyde de carbone. « Les concentrations de toutes les substances associées ou ajoutées sont inférieures aux niveaux qui seraient susceptibles de compromettre l’intégrité du stockage ou des infrastructures de transport appropriées ou de présenter un risque significatif pour l'environnement ou la santé. « Des formations souterraines sont aptes au stockage géologique du dioxyde de carbone si elles présentent les qualités requises pour le confinement sûr et permanent du dioxyde de carbone à des fins de lutte contre le réchauffement climatique » ;
Les art. L. 229-29 et 229-30 du code de l'environnement stipulent respectivement 1) que le code minier s'applique aux « formations souterraines aptes au stockage géologique de dioxyde de carbone » qui sont par la loi Grenelle « assimilées à des mines ou gisements miniers, les travaux de recherche de formations souterraines aptes au stockage géologique de dioxyde de carbone sont assimilés aux travaux de recherche de mines, et le périmètre fixé par la décision d’octroi d’un permis exclusif de recherche de formations souterraines aptes au stockage géologique de dioxyde de carbone est assimilé à un périmètre minier. » ; 2) que la recherche de sites souterrains aptes au stockage de CO2 nécessitent un permis exclusif ad hoc, délivré ou prorogé dans les conditions prévues aux articles 9 et 10 du code minier. Si les formations souterraines recherchées sont déjà couvertes par des titres miniers ou des titres de stockage souterrain, sans règlement amiable, il y a arbitrage du ministre chargé des mines, après avis du Conseil général de l'économie, de l'industrie, de l'énergie et des technologies ;
« Des essais d'injection de dioxyde de carbone peuvent être autorisés par l’arrêté d’ouverture de travaux prévu à l’article 83 du code minier, et ce pour une quantité limitée ». Une « commission de suivi de site » est alors créée en application de l’article L. 125-2-1 du présent code de l'environnement, (aux frais de l’explorateur) ;
Le transport de CO2 par canalisations, même pour un essai d'injection est conformément à l’article L. 229-30, constitue une opération d'intérêt général (au sens de la loi de 1965 relative au transport des produits chimiques par canalisations.
Puis :
- en 2007, ce thème devient (pour 4 ans) le programme principal de recherche no 3 de l’ADEME[47] ;
- en 2011, 3 décrets sont attendus. Un décret (no 2011-1411 du 31 octobre 2011[48]) d'application transpose la directive européenne dans le droit français et l'Ademe se dote d'une feuille de route sur le stockage géologique[47]. Il relève à la fois du code de l'environnement (pour la recherche et l'exploitation de sites de stockage (la notion de « sites de stockage géologique de dioxyde de carbone » étant ajoutée à celle d'« installations de stockage de déchets ») et du droit minier précise la règlementation en l'adaptant au droit européen (cf. Directive 2009/31/CE du 23 avril 2009 relative au stockage géologique de dioxyde de carbone), lequel devrait être réformé avant fin 2013. Il complète et met à jour un décret (du 2 juin 2006) sur les titres miniers et les titres de stockage souterrain[49] et un autre décret (du 2 juin 2006) sur les travaux miniers, travaux de stockage souterrain et la police des mines et des stockages souterrains[50].
Le décret[48] prévoit notamment un « plan de postfermeture » « incluant notamment la mise à l'arrêt définitif du site et sa surveillance durant une période d'au moins trente ans après sa mise à l'arrêt définitif. Ce montant correspond au minimum au montant de la soulte prévue »[51] ;
- l'Ademe avec l’IFPEN et le BRGM a créé un « Club CO2[52]» associant les grands acteurs français (industriels, organismes de recherche, pôles de compétitivité…) parties prenantes[1] ;
- l'effort de recherche porté par la collectivité (via le BRGM et l'Ademe) a été soutenu depuis 2001, avec de la part de l'Ademe un soutien à 30 projets de R&D (de 2002 à 2012). 16 thèses ont aussi été cofinancées par l'Ademe de 2003 à 2012 (2 sur le captage et 14 sur le stockage géologique). Il s'agit notamment d'explorer avec des partenaires industriels (Armine, Alstom, Total, Air liquide, Atanor, IFP, EN, IPGP, INERIS, BRGM, GDF, Geostock, Mines ParisTech, Cired, universités et laboratoirs (ex. : Laboratoire des Fluides Complexes de l'université de Pau), SMASH, Oxand, Gaz Intégral, Petrometalic, SITES, Saipem, Technip, Geogreen, Oxand, PHIMECA, et sur le thème de l'acceptabilité sociale SMASH, CIRED, TNS-Sofres…) les conditions d'efficacité énergétique et de maîtrise des risques sanitaire, géophysiques et écologiques[1]. Avec l'aide de l'Ademe, trois pilotes-démonstrateurs ont été financés :

1. C2A2 : projet de captage de CO2 en post‐combustion par amines avancées (2010‐2013, avec EDF, Alstom (pour 21 M€ dont 5,13 d'aides)[47] ;
2. France Nord : projet de stockage géologique conduit avec Total, Air Liquide, EDF, Engie, Holcim, Vallourec, BRGM, IFP EN, INERIS, Eifer (2009‐2019) pour 54 M€ dont 22 d'aides[47] ;
3. TGR-BF (en anglais : Top Gas Recycling Blast Furnace) ; à Florange, avec captage en haut fourneau sidérurgique, transport et stockage géologique en aquifères salins avec ArcelorMittal, Air liquide, BRGM (2009‐2012) pour 28,5 M€ dont 11 d'aides[47]. Une économie de 11 % des émissions est espérée sans stockage géologique, et de 55 % avec stockage (étudié dans le nord de la Lorraine, si l'on y trouve un aquifère salé profond capable de recevoir les quantités de CO2 correspondant à la durée de vie de l’installation[47].

Le stockage géologique, associé à la valorisation du CO2 est éligible aux « investissements d'avenir », sans succès jusque début 2013, probablement en raison du faible prix du carbone.
En 2023, le gouvernement prépare sa « stratégie CCUS », visant 4 et 8 millions de t/an en 2030, la fourchette haute représentant 10 % des émissions industrielles et 20 % des efforts de décarbonation assignés au secteur, puis 20 millions de tonnes par an en 2050.
En juillet 2024, le ministère de l'Industrie publie une feuille de route pour le déploiement d'une filière de capture et de stockage du CO2 en France. Sur la période 2025-2030, la capture de CO2 en France devrait s'élever à 4 ou 8 millions de tonnes par an, soit 10 % à 20 % du volume global de la baisse des émissions qui doit être atteinte selon la trajectoire fixée par le gouvernement d'ici à 2030. A l'horizon 2050, deux scénarios prévoient entre 31,4 et 57,9 Mt de CO2 captées par an. Le ministère précise qu'« il ne s'agit que d'une solution de dernier recours , uniquement pour les émissions que l'on ne peut pas éviter autrement » et que les aides pour le CCS ne devraient pas dépasser 10 à 20 % du volume global des subventions allouées pour la décarbonation de l'industrie.

## Acteurs de la recherche et du développement
- France et pays francophones :
  - BRGM
  - DGEMP
  - Club CO2
  - IFP Énergies nouvelles : IFPen
- Pays anglophones :
  - Castor
  - CCS Association, UK
  - FutureGen
  - CO2 GeoNet, réseau européen d'instituts de recherche travaillant sur le stockage de CO2
- Autres pays :
  - Climeworks (Suisse)

## Situation en 2023
Selon un décompte effectué en 2023 par l'Agence internationale de l'énergie (AIE), le nombre de projets destinés au CCS ou au CCUS (captage du CO2 puis réutilisation) a été multiplié par plus de neuf depuis 2018 et un total de 260 installations sont en cours de déploiement, à des degrés divers de développement, à travers le monde. Les volumes captés et stockés par les installations en fonctionnement en 2023 atteignent 44,3 Mt CO2eq, les installations en projet 1,2 Mt, celles en développement 2,8 Mt et celles à l'étude 2,5 Mt. Dans le scénario de neutralité carbone de l'AIE, ils devraient atteindre 1 286 Mt en 2030. Le cabinet Wood Mackenzie estime qu'autour de 90 projets pourraient faire l'objet d'une décision finale d'investissement en 2023, l'année où le CCS passera, selon lui, de « concept de niche à support majeur d'investissement ». Le prix de la tonne de carbone sur le marché européen a franchi pour la première fois le seuil des 100 € au début de 2023, permettant à certains projets d'approcher la viabilité économique, et l'Inflation Reduction Act des États-Unis accorde des crédits d'impôt de 50 à 85 $/t de CO2 enfoui, et de 180 $/t pour les projets de captage du dioxyde de carbone dans l'air.
Le coût du captage peut être estimé en 2023 entre 40 et 150 euros la tonne de CO2, selon les secteurs ; il faut ajouter 30 à 40 euros pour la compression, le transport et le stockage. Le cours du CO2 sur les marchés ETS oscille depuis mi-2021 entre 60 et 100 euros la tonne. Le rapport 2023 du CCS Global Institute recense 325 nouveaux projets, représentant plus de 350 millions de tonnes de capacité.

## Sites opérationnels
Les sites où la séquestration du CO2 est déjà en cours fin 2007 sont détaillés ci-après.

### Sleipner, Norvège
À Sleipner, en mer du Nord, la compagnie nationale Equinor extrait le CO2 d’un gisement de gaz naturel naturellement riche en CO2, qui en contient jusqu'à 9,5 % alors que les clients exigent que ce taux ne dépasse pas 2,5 %, en utilisant des solvants aminés et en réinjecte depuis 1996 environ un million de tonnes par an dans une formation saline, économisant ainsi des millions d'euros sur la taxe carbone norvégienne de 43 €/tonne instaurée en 1992 ; mais il faut une centrale de 6 MW pour comprimer le CO2 à enfouir. Les émissions de CO2 de la plate-forme de Sleipner (centrale de compression, centrale électrique de 6 MW, torchère) atteignent malgré cette capture 900 000 tonnes/an. En juin 2015, le cumul du CO2 injecté depuis le début atteignait 15,5 Mt (millions de tonnes). Le coût de l'injection est de 17 $/t CO2. Des tests sismiques ont permis de vérifier l'absence de fuites.
En avril 2008, quand une fuite fut découverte et l'expérience interrompue, la quantité de CO2 ainsi stockée depuis 1996 atteignait un total de 10 millions de tonnes. À la suite de l'incident la Direction norvégienne du pétrole a changé sa description de la formation géologique utilisée de « pouvant stocker toutes les émissions européennes pendant des centaines d'années » en « pas très adaptée »[réf. nécessaire].
Le projet Luna, lancé par l'entreprise CapeOmega, est prévu en 2024 au large de Bergen. Total Energies annonce en 2023 prendre 40% du permis d'exploitation.

### Weyburn, Saskatchewan, Canada
À Weyburn depuis 2000, on injecte et stocke dans un champ pétrolier découvert en 1954 et partiellement épuisé dans le sud-est de la Saskatchewan (Canada) le dioxyde de carbone produit par une unité de gazéification du charbon située à Beulah (Dakota du Nord, États-Unis). Ce dioxyde de carbone à raison d’1,5 million de tonnes par an permet d’augmenter la production de pétrole (et donc de dioxyde de carbone, indirectement). C'est le premier projet CO2-EOR, ayant disposé d'un budget d'environ un milliard de dollars, associant des partenaires publics et privés de plusieurs pays. Ce gisement initialement estimé à un milliard de barils de pétrole, dont 350 millions environ récupérables selon les techniques conventionnelles. L’application de la technologie CO2-EOR devrait permettre d’extraire 130 millions de barils de plus, le gisement restant actif jusqu’en 2030. Bien sûr, il ne faut pas déduire de cet exemple que la technologie CO2-EOR permet d’augmenter de 35 % les réserves ultimes de pétrole de façon globale : elle ne peut s’appliquer que dans certains gisements, et Weyburn a été choisi parce qu’il s’y prêtait particulièrement bien.
L’injection de dioxyde de carbone a commencé en l’an 2000 et a atteint depuis un rythme d’environ 1,8 million de tonnes par an. C'est l'entreprise Ovintiv qui est chargée de l'opération.

### In Salah, Algérie
Sur ce site gazier d'Algérie, depuis 2004, chaque année 1,2 million de tonnes de CO2 sont extraites du gaz naturel puis réinjectées dans un ancien gisement de gaz naturel. Ce site de séquestration fait partie intégrante d'un vaste projet de développement des gisements de gaz de la région, dont la production est exportée vers l'Europe après transit par Hassi R'Mel. Le gaz extrait de ce gisement contient jusqu’à 10 % de CO2 et ce taux doit être réduit à 0,3 % avant la commercialisation du gaz. Mais les opérations de stockage ont été suspendues en 2011 en raison du recueil de données préoccupantes sur l’intégrité d’un problème d'étanchéité du dispositif de stockage ; de plus, un soulèvement progressif des terrains (surrection) et une fuite a été constatée le long d’un puits et a fait l’objet de mesures correctives. Des interrogations existent sur l'énergie dépensée pour la réinjection et sur le coût du procédé.

### Snøhvit, Norvège
Le projet consiste à réinjecter dans un aquifère le CO2 coproduit avec le gaz de ce gisement, à l’image de ce qui est fait à Sleipner et à In salah. L'injection a commencé à Snøhvit en septembre 2007.

### K12b, Pays-Bas
Il s’agit un petit gisement de gaz offshore épuisé, dans lequel du CO2 provenant de gisements voisins est injecté. L’opérateur est Gaz de France

### Blue Lake, Colorado, États-Unis
Entré en service fin 2007, un petit gazoduc transporte un million de tonnes de CO2 par an depuis une usine de traitement de gaz naturel vers le réseau de pipe-lines existant qui achemine le CO2 du gisement de sheep mountain vers les projets EOR du Texas.

### Zama, Canada
Ce petit projet de récupération assistée dans un vieux gisement de pétrole est actif depuis décembre 2007. S'il est d'une toute petite échelle comparé à Weyburn, avec quelque 25 000 tonnes de CO2 par an, il a particularité d'utiliser tel quel le « gaz acide » (70 % CO2, 30 % H2S) issu du traitement de gaz naturel local.

### Al Reyadah, Abou Dabi
Aux Émirats, ce site est entré en service en novembre 2016. Il capture le CO2 produit par deux sites sidérurgiques (ce qui est une première mondiale), à hauteur de 800 000 tonnes par an. Le gaz est alors compressé et expédié via un pipeline de 41 km vers les deux gisements de pétrole Rumaitha et Bab, où il est injecté dans le cadre d'une opération de récupération assistée du pétrole.

### The Orca, Climeworks, Islande
L'installation (64° 02′ 38″ N, 21° 23′ 58″ O), qui a ouvert ses portes le 8 septembre 2021, captera 4 000 tonnes de dioxyde de carbone par an.

## Projets
Près de 70 projets ont été démarrés puis abandonnés parce qu'ils étaient trop chers, selon Wood Mackenzie ; seuls une vingtaine sont opérationnels, dont la majorité aux États-Unis, où ils bénéficient d'un régime fiscal favorable. Ils sont même profitables parce qu'ils ont une utilité économique directe : les compagnies pétrolières injectent le CO2 dans les réservoirs de pétrole afin d'améliorer leur productivité. Selon l’Agence internationale de l'énergie (AIE), le monde devrait, pour respecter l'Accord de Paris sur le climat, stocker plus de 5 milliards de tonnes de CO2 par an en 2050 ; pour que la capture et le stockage décollent vraiment, il faudra des subventions publiques dans les phases de démarrage, ainsi qu'une taxation du carbone beaucoup plus élevée : au moins 90 dollars la tonne en moyenne ; 50 dollars suffiraient pour certaines centrales électriques, mais il faudrait jusqu'à 120 dollars pour les secteurs les plus difficiles à décarboner comme la sidérurgie, et même plus de 190 dollars la tonne pour le ciment. Les secteurs les plus concernés par la capture de CO2 en 2050 seront, selon l'AIE, la production d'énergie (1,88 Gt/an), le ciment (1,17 Gt/an), la chimie (0,46 Gt/an) et la sidérurgie-métallurgie (0,39 Gt/an).

### Projets européens
L'Europe espère que d’ici 2030, 14 % du CO2 émis dans le monde sera stocké de la sorte, et qu'en 2050, 60 % des émissions mondiales du secteur de l’électricité pourrait être ainsi « éliminées », avec une réduction espérée de 87 % des émissions des centrales électriques équipées de système CSC.
Il existe plusieurs projets pilotes dans l'UE, ne concernant aujourd'hui que quelques dizaines de milliers de tonnes par an et pour une période plutôt courte, visant à valider la stabilité de formations géologiques et/ou les technologies utilisables.
- Miller[66], Royaume-Uni : le projet comprend la construction d’une centrale à décarbonisation utilisant du gaz naturel, et l’emploi du CO2 dans le gisement Miller en mer du Nord.
- Ketzin, Allemagne : près de Berlin, ce projet de démonstration utilise une formation anticlinale dans un aquifère qui servit au stockage saisonnier de gaz naturel avant d'être abandonnée[67]. Entre juin 2008 et août 2013 environ 67 000 tonnes de CO2 ont été injectées sur ce site pilote de grès poreux à une profondeur de 630 à 650 m ; un essai in situ de récupération de ce dioxyde de carbone stocké a été mené en octobre 2014[68].
- Lindach, Autriche : les sources seraient ici deux usines (pâte à papier et engrais) émettant 300 000 tonnes par an. Le piège serait un petit gisement de gaz épuisé.
- Gisement « Casablanca », Espagne : ce projet de séquestration utilise un ancien gisement de pétrole, mais sans récupération assistée : la production de pétrole sera définitivement arrêtée avant que l’injection de CO2 commence. Ce petit gisement se situe au large de Tarragone et 500 000 tonnes par an de CO2 provenant de la raffinerie de cette ville y seront enfouis.
- Lacq, en France (Aquitaine) a été le lieu du premier projet, porté par Total inauguré (pour les premières installations) le 22 janvier 2010, 5 ans après son annonce officielle[69], visant la démonstration de toute la chaîne d'oxycombustion, depuis la production d'oxygène à l'injection et stockage de CO2 dans un gisement à terre de gaz naturel épuisé[70]. Une chaudière existante sur le site de Lacq a été convertie à l'oxygène utilisant une technologie d'oxycombustion élaborée par Alstom, Air liquide[71],[72] (partenaire technologique) fournissant l'unité de séparation d'air nécessaire à la production d'oxygène pur. Les fumées d'oxycombustion, dépourvues du ballast azote de l'air, sont composées majoritairement de CO2 et de vapeur d'eau. Après condensation de l'eau, elles sont comprimées, séchées et transportées en tête du puits de Rousse, ou elles sont recomprimées avant d'être injectées. Une importante étude géotechnique est faite, associant des partenaires industriels et universitaires, visant à garantir l'intégrité du réservoir et à obtenir un premier et précieux retour d'expérience sur ce pilote (un pilote de transformation de biomasse est également prévu dans le cadre d'un projet de recherche dit Prebiom public/privé piloté par l'institut français du pétrole, il ne traite que 2 kg/h en 2010 mais doit préfigurer une installation industrielle prévue pour 2013, devant traiter 300 kg/h de résidus agricoles et forestiers torréfiés à 250 °C puis broyé et injecté comme combustible de cogénération ou biocarburant.
- Veolia Environnement a annoncé le 13 mars 2008 lancer une étude pilote de captage et stockage géologique de CO2 à Claye-Souilly (77) où le groupe exploite déjà un centre de valorisation et de stockage de déchets. Le CO2 issu de la combustion de biogaz (200 000 tonnes par an de CO2 sur plusieurs années) sera injecté à plus de 1 500 m de profondeur dans un aquifère salin dépourvu d'intérêt écologique et économique. Le groupe fera appel à Geogreen filiale commune de l’IFP, du BRGM et de Géosel, créée en 2008, spécialisée dans le transport et stockage souterrain de CO2.
- Les ports du Benelux organisent le lancement d'un projet géant de stockage du CO2 qu'ils émettent dans d'anciens champs pétrolifères ou gaziers épuisés, à une vingtaine de kilomètres des côtes néerlandaises. Lancé en 2017 par le port de Rotterdam, ce projet est rejoint en 2019 par Anvers et l'alliance portuaire belgo-néerlandaise North Sea Port (Gand, Terneuzen et Flessingue). Dénommé Porthos, pour « Port of Rotterdam Transport Hub & Offshore Storage », il nécessitera un investissement de quelque 400 à 500 millions d'euros. Ces ports et les entreprises qui y sont installées émettent jusqu'à 60 millions de tonnes de CO2 par an et sont responsables d'un tiers des émissions de gaz à effet de serre dans le Benelux ; Rotterdam, premier port européen, produit à lui seul 15 % à 20 % des émissions de CO2 des Pays-Bas. Selon le calendrier envisagé, 2 à 5 millions de tonnes de CO2 pourraient, dans un premier temps, être enfouies chaque année en mer du Nord, puis à terme 10 millions. Ce chantier impliquerait la construction d'un réseau de pipelines entre les installations portuaires et ces cavités sous-marines. Le trajet devrait en outre traverser les 40 kilomètres de la zone portuaire de Rotterdam afin de collecter le CO2 émis par les sociétés qui y sont implantées. Ce réseau devrait être construit dès 2026. Les travaux de construction des autres pipelines reliant le port néerlandais à Anvers et aux autres ports de North Sea Port se dérouleraient entre 2026 et 2030[73].

En octobre 2020 est annoncé un projet mené par BP, avec la participation de Total, Shell, Equinor et Eni, pour capter une partie du gaz carbonique émis par les industries des conurbations de Teeside et Humber (raffinage, pétrochimie, sidérurgie, ciment, production d'électricité : plus de 15 millions de tonnes de CO2 par an), le compresser, le transporter par pipeline et le stocker dans des cavités au fond de la mer du Nord. Ils solliciteront des subventions publiques du Royaume-Uni pour ce projet qui serait mis en service en 2026. Une trentaine de projets ont été annoncés de 2018 à 2020 ; les plus avancés représentent des investissements de 27 milliards de dollars, selon l'AIE. Les volumes de carbone capturés seraient multipliés par vingt d'ici 2030. La majorité des projets sont en Europe, surtout en mer du Nord. Le captage et le stockage du CO2 sont cruciaux car ils concernent des émissions qui ne peuvent être éliminées autrement, par exemple dans la sidérurgie, l'industrie du ciment ou la pétrochimie.
En décembre 2020, le gouvernement norvégien approuve le financement du projet Northern Lights, porté par Equinor, Shell et Total. Un million et demi de tonnes de CO2 par an seront stockées 2 600 mètres sous la mer du Nord, au large de la Norvège, à partir de 2024. Le dioxyde de carbone proviendra de sites industriels de Norvège et d'autres pays côtiers de la mer du Nord. Une cimenterie norvégienne a déjà signé un contrat pour fournir 400 000 tonnes de CO2 par an. Le CO2 sera capté puis liquéfié à une température de −25 °C. Il sera ensuite acheminé par bateau vers Øygarden, non loin de Bergen, sur la côte ouest de la Norvège, et temporairement stocké avant d'être transporté par pipeline vers le site de stockage, situé à 100 km des côtes. Une extension du projet est prévue pour stocker jusqu'à 5 Mt par an. Fin août 2022, Northern Lights signe son premier accord commercial aux Pays-Bas pour séquestrer du CO2 capté au sortir de l'usine de Yara Sluiskil, une usine d'ammoniac et d'engrais située aux Pays-Bas. Ce contrat prévoit, à partir de 2025, le traitement par Northern Lights de 800 000 tonnes de CO2 par an.
Fin octobre 2021, cinq industriels de l'« axe Seine » (Air Liquide, Total, Esso, Yara et Borealis) signent un mémorandum par lequel ils s'engagent à capter collectivement jusqu'à 3 Mt (millions de tonnes) de CO2 par an à l'horizon 2030. Chaque site choisira sa technologie, entre deux grandes familles : le captage par le froid, que maîtrise Air Liquide, et la technologie chimique d'absorption dans des solvants, comme des amines. Les deux raffineurs (Total et Esso) sont les plus gros émetteurs ; la plateforme de Total, qui comprend un site pétrochimique, émet 4 Mt de CO2 par an. Le producteur d'ammoniac Yara à Gonfreville-l'Orcher en émet 750 000 tonnes lorsqu'il fonctionne à pleine charge ; Air Liquide en émet 300 000 t dans son unité de production d'hydrogène de Port-Jérôme. Il en capte déjà 100 000 t via un procédé de traitement par le froid, Cryocap, mis en place en 2015, une première mondiale. Le mémorandum prévoit de mutualiser les études et les infrastructures comprenant le transport du CO2 par pipeline, sa liquéfaction et son stockage sur le port du Havre avant son expédition par voie maritime en mer du Nord, où il serait « séquestré » dans les poches géologiques d'où sont extraits le pétrole et le gaz naturel. Air Liquide et TotalEnergies comptent sur ce projet pour décarboner leur production d'hydrogène ; cet hydrogène « gris », qui vaut 1,50 € par kg, atteint un « coût acceptable » de 2,40 € après sa décarbonation par captage et stockage du CO2, ce qui est moins cher que l'hydrogène « vert » (entre 3,50 à 5 € par kg) produit à partir de l'électrolyse de l'eau.
En février 2023, le Danemark attribue deux nouvelles licences à TotalEnergies pour l'exploration du potentiel de stockage de CO2 sur le champ gazier de Harald et dans un aquifère salin, 250 kilomètres à l'ouest des côtes danoises. Le gouvernement danois a déjà annoncé deux autres projets : Greensand, mené par Ineos, et Bifrost, dans lequel TotalEnergies était déjà présent. Le potentiel de stockage dans les eaux danoises de la mer du Nord est estimé à 12 à 20 Gt (milliards de tonnes) ; réutiliser les infrastructures existantes (en reconvertissant pour le transport du carbone les pipelines qui servaient jusqu'ici aux hydrocarbures) permettra de faire baisser drastiquement les coûts. TotalEnergies s'est fixé l'objectif de stocker 10 Mt de CO2 par an d'ici à 2030.
Le Royaume-Uni, qui a identifié 70 milliards de tonnes de capacité de stockage dans des aquifères marins et des champs gaziers et pétroliers anciennement exploités, désigne en juin 2023 la vallée de Teesside et Merseyside comme les deux premiers « clusters » au Royaume-Uni à accueillir un site de captation du carbone. Deux autres, à l'est de Leeds et en Écosse, attendent sous peu une décision favorable. En mai, le régulateur a lancé une première vague de licences pour 20 sites de stockage. L'approche en « clusters » consiste à regrouper diverses industries émettrices de CO2 afin de mutualiser les coûts et les risques. Pour assurer une rentabilité aux projets, l'État compte utiliser des contrats de différence (en anglais : Contracts for Difference, CFD) par lesquels l'État garantit aux investisseurs un tarif plus avantageux que le prix de marché. Les CFD ont été utilisés avec succès pour amorcer le développement de l'éolien offshore. En 2023, 21 permis ont été délivrés par le Royaume-Uni à 14 entreprises pour le stockage de CO2 dans des réservoirs de pétrole et de gaz déjà exploités et épuisés.
Le gouvernement français lance le 23 juin 2023 la consultation publique sur la capture et la séquestration du carbone. La planification de la décarbonation de l'industrie a montré que le déploiement rapide de cette solution était une condition nécessaire pour atteindre l'objectif. Il prévoit de réaliser des « autoroutes du carbone » pour collecter le CO2 capturé sur les sites industriels et l'acheminer vers les trois ports de Fos, Le Havre et Dunkerque où il sera liquéfié pour son transport maritime vers les lieux de stockage. Une grande partie, de l'ordre de 1 milliard de tonnes, sera envoyée en Norvège et aux Pays-Bas qui préparent déjà des lieux de stockage sous-marins, puis vers des sites en France, dont le potentiel du sous-sol est estimé à 350 à 500 millions de tonnes dans les anciennes poches de gaz du bassin de Lacq, et de 80 à 110 millions de tonnes dans le bassin parisien ; l'Alsace a également du potentiel. Pour la partie capture, il envisage des « contrats pour différence » déjà utilisés pour les éoliennes.
En juillet 2023, Elengy, GRTgaz, Heidelberg Materials, Lafarge, Lhoist et TotalEnergies lancent le projet « GoCo2 » d'un réseau pour capter et exporter le CO2 issu des usines des Pays de la Loire. Plusieurs centaines de kilomètres de canalisations seront posées pour recueillir le CO2 de quatre grands sites de production : la cimenterie Lafarge de Saint-Pierre-la-Cour (Mayenne), le site de production de chaux du groupe Lhoist à Neau (Mayenne), la cimenterie d'Heidelberg Materials d'Airvault (Deux-Sèvres) et la raffinerie TotalEnergies de Donges (Loire-Atlantique). Des unités de captage de CO2 seront installées sur ces sites industriels et le terminal Elengy de Montoir-de-Bretagne et son équipement en process de liquéfaction et de chargement seront aménagés pour exporter le CO2, qui sera séquestré probablement en mer du Nord. L'objectif est de collecter et transporter 2,6 Mt de CO2 par an en 2030 et jusqu'à 4 Mt par an en 2050. Le coût du projet est d'environ 200 € par tonne, hors subventions, alors que le coût des quotas CO2 sur le marché européen est actuellement de 80 à 100 €. Le projet nécessitera donc des aides nationales et européennes.
Le 4 mars 2024, le ministre de l'Industrie et de l'Énergie, Roland Lescure, signe avec son homologue danois un accord bilatéral sur le transport de CO2 à des fins de stockage géologique permanent. Le Danemark a plusieurs projets en développement en mer du Nord, comme Greensand, mené par Ineos, ou Bifrost, par TotalEnergies. Une lettre d'intention avait aussi été signée en début d'année avec la Norvège, dont les projets ont une capacité de 26 millions de tonnes de stockage.
Le 26 avril 2024, le ministre de l'Industrie annonce le lancement d'un appel à manifestation d'intérêt pour le stockage souterrain de CO2, en particulier dans les gisements déplétés d'hydrocarbures, présents notamment en Nouvelle-Aquitaine et en région parisienne. L'État soutiendra financièrement des tests permettant de caractériser les gisements et de s'assurer que le potentiel identifié correspond bien à la réalité. Les premiers tests d'injection pourraient avoir lieu début 2025. Le budget d'aides serait compris entre 20 et 30 millions d'euros, issus des fonds France 2030, et devrait concerner 4 à 5 projets. Le Bureau de recherches géologiques et minières (BRGM) a identifié en 2023 un potentiel de stockage de 800 millions de tonnes, soit environ 50 ans de stockage selon les besoins chiffrés par les industriels.
En juin 2024, Elengy, filiale d'Engie destinée à la gestion des terminaux méthaniers, lance un appel à manifestation d'intérêt sur son projet « Rhône CO2 », consistant à capter le CO2 émis par les industriels de la vallée du Rhône et le transporter jusqu'aux infrastructures d'Elengy à Fos-sur-Mer, où il serait liquéfié puis exporté par bateau vers les sites de stockage géologique en mer du Nord ou en Méditerranée. Ce projet utiliserait un pipeline désaffecté appartenant à l'opérateur SPSE, autrefois destiné au transport du pétrole. La décision finale d'investissement est attendue pour 2027 et la mise en service à l'horizon 2030.

### Projets nord-américains
Les États-Unis ont une longue expérience de la technologie CO2-EOR. Le principal objectif est maintenant de construire des centrales électriques équipées de séquestration du CO2.
- Canada occidental : nombre de gisements de gaz de cette région contiennent une part appréciable de H2S et de CO2. Nombre d’opérateurs injectent ces gaz dans des aquifères ou des gisements épuisés. Ces opérations ont été entreprises dans le but de se débarrasser du H2S, gaz très polluant, mais elles séquestrent aussi de petites quantités de CO2.
- Rangely, Colorado : CO2-EOR actif depuis 1986 utilisant une partie du CO2 produit en association avec du gaz naturel et de l’hélium provenant du site de LaBarge.
- Gisements de pétrole du Wyoming : le CO2, provenant également de l’usine de traitement de LaBarge, est acheminé vers plusieurs gisements via un nouveau pipeline. Il alimente principalement les deux grands gisements de Salt Creek (projet commercial d’Anadarko, visant surtout à la production de pétrole) et de Teapot Dome (projet public, privilégiant la séquestration du CO2. Plusieurs gisements moindres seront reliés.
- Carson (Californie) : le projet comprend la construction d’une centrale à gazéification transformant les résidus de pétrole produits par une raffinerie en hydrogène, et l’utilisation du CO2 (4 millions de tonnes par an pendant 10 ans à compter de 2011, ce qui en fait un des plus grands projets du monde) dans un gisement de pétrole.
- Centrale de Saskpower : cette compagnie électrique canadienne prévoit une centrale à charbon utilisant la technologie d’oxycombustion, d’une capacité de 300 MW, qui entrerait en service dès le début de la prochaine décennie si le projet est approuvé.
- New Haven, Virginie-Occidentale : annoncé[86] par American Electric Power en mars 2007, ce projet appliquera la séquestration post-combustion à une partie des gaz d'échappements d'une grande centrale à charbon. Environ 100 000 tonnes par an de CO2 seront séquestrés dans un aquifère local, très profond. Le projet pourrait être opérationnel dès 2008, et devrait donner naissance à une version plus grande, installée dans l'Oklahoma, pour 1,5 Mt/an en 2010.
- Beulah (Dakota du Nord) : un million de tonnes de CO2 par an seront capturés d'une centrale à charbon existante, et injectés dans le pipeline déjà construit pour le projet Weyburn. La capture sera post-combustion, à base d'ammoniac.
- Mount Simon (Ohio) : cette formation aquifère recevra 100 000 tonnes de CO2 par an venant d'une usine d'éthanol. Ce projet mené dans le cadre du Midwest Regional Carbon Sequestration Partnership devrait démontrer la capacité de cette grande structure géologique à servir plus tard au stockage à plus grande échelle.
- Kimberlina (Californie) : une centrale oxy-combustion de 50 MW fournira un million de tonnes de CO2 par an, qui dans le cadre du West Coast Regional Carbon Sequestration Partnership sera réparti entre plusieurs structures souterraines à la verticale de la centrale, pour comparer leur capacité à stocker le CO2.
- Alberta (Canada) : le producteur d'engrais Agrium et la compagnie pétrolière naissante Enhance Energy ont signé un accord[87] selon lequel du CO2 provenant d'une usine d'engrais Agrium servira à la récupération assistée dans plusieurs petits gisements à partir de 2011.
- Occidental : cette compagnie pétrolière entend appliquer la technologie CO2-EOR à plusieurs gisements du bassin permien actuellement à l'abandon ou proche de l'abandon. Le CO2 viendra d'une nouvelle usine de traitement du gaz naturel, il s'agit donc d'une source anthropique. 500 millions de barils doivent être rendus extractibles[88].

### Autres projets
- Gorgon[89], Australie : autre projet en aquifère, associé à l’exploitation d’un groupe de gisements de gaz naturel contenant trop de CO2. C'est un projet à très grande échelle, visant un total de 120 Mt de CO2 sur 40 ans.
- Stanwell, Australie : une centrale à charbon, cousin du projet Futuregen américain, dont le CO2 serait envoyé dans un aquifère. Si le projet est mené à bien, il pourrait être en opération dès 2010.
- Daqing, Chine : une petite partie de ce grand gisement de pétrole pourrait recevoir une injection de CO2 (environ 1 million de tonnes par an) dès 2009, ce qui permettrait la production d'environ 30 à 40 000 barils supplémentaire. Le CO2 viendrait d'une centrale à charbon, les détails techniques ne sont pas connus. Le Japon est impliqué dans le projet[90].
- Sécunda, Afrique du Sud : Encore au stade des premières études, ce projet stockerait du CO2 issu de la production de carburants synthétiques dans des veines de charbon.

## Prospective
Ces technologies et stratégies, souvent encore au stade R&D comporte encore des incertitudes concernant leur efficience, efficacité, coût, sécurité et impacts environnementaux à long terme.
Dans les exemples de CCS existant (au sud des États-Unis par exemple), une source de CO2 est généralement reliée directement à un site de séquestration. Cette connexion directe rend les deux éléments interdépendants, or la durée de vie d'un projet CO2-EOR est typiquement d'une quinzaine d'années, alors qu'une centrale électrique est construite pour 40 ans. À terme, plusieurs sources et plusieurs sites de séquestrations seront probablement reliés. Un réseau expérimental de CO2 est en cours de développement dans le Permian Basin.
Une combustion chimique de carburants sur lit fluidisé, éventuellement catalysée est aussi envisagée ; l’oxygène n'y serait pas gazeux mais absorbé sur des particules d'oxydes métalliques théoriquement réutilisables un certain nombre de fois en boucle chimique (en anglais : chemical looping combustion). Les émissions seraient alors essentiellement constituée de CO2 et vapeur d'eau pouvant être séparées par condensation (avec possibilité de récupérer quelques calories), après quoi les particules de métal pourraient être rechargées en oxygène dans l'air sur un autre lit fluidisé, avec récupération de la chaleur dans les phases suivant la « combustion »,,,.
Des systèmes de photosynthèse artificielle ou à partir de végétaux marins ou terrestres dopés (OGM) sont évoqués ou étudiés, qui pourraient être associés à un stockage géologique passif (sédimentation dans les océans) ou actifs, mais dans tous les cas avec des coûts élevés et/ou des risques environnementaux, de larges incertitudes et des rendements très inférieurs à ceux des puits de carbone végétaux, planctoniques ou coralliens naturels.

## Coûts
Ils comprennent les coûts de captage et filtration, compression, transport, injection, ainsi que ceux de creusement de cavités ad hoc et des mesures de suivi et de sécurité nécessaires.
Le coût du captage varie en 2019 entre 15 € par tonne de CO2 captée dans une centrale à gaz et jusqu'à 100 euros la tonne sur un site sidérurgique et même 120 euros dans une cimenterie. Selon l'AIE, 450 millions de tonnes de CO2 pourraient être captées et stockées dans le monde avec une subvention de moins de 40 € par tonne.
Le seul coût du captage en sortie d'une centrale thermique était estimé en 2013 entre 20 et 40 € par tonne de CO2, ce qui conduit par exemple à un coût de 4 à 11 milliards d'euros par an pour capter le carbone émis par les centrales à charbon allemandes. Le coût du transport par gazoduc varie de 0,5 à 15 € par tonne et par centaine de kilomètres.
Une partie de ces coûts pourrait être compensée par la valorisation du carbone récupéré. celui-ci peut notamment être injecté dans certains puits de pétrole pour en chasser les hydrocarbures (« récupération assistée »). Une petite partie des coûts pourrait aussi être prise en charge de la commercialisation de CO2 comme solvant ou réfrigérant (neige carbonique) ou comme produit chimique utile dans certains procédés (intermédiaires chimiques pour la chimie organique ou la production de carburants de synthèse…).